# Sam Chaffey
Robin Samuel Anderson „Sam” Chaffey (ur. 22 lipca 1934 w Ashburton, zm. 6 kwietnia 1998) – nowozelandzki narciarz alpejski, olimpijczyk, mistrz kraju.
W 1958 roku stanął na najwyższym stopniu podium mistrzostw Nowej Zelandii.
Na zimowych igrzyskach olimpijskich w Squaw Valley w zjeździe i slalomie gigancie uplasował się odpowiednio na pozycjach 48. i 58., slalomu natomiast nie ukończył.